# Madonna col Bambino (Cima da Conegliano Uffizi)
La Madonna col Bambino è un dipinto a olio su tavola (66x57 cm) di Cima da Conegliano, databile al 1504 circa e conservata nella Galleria degli Uffizi a Firenze.

## Storia e descrizione
L'opera in passato venne ritenuta di dubbia autografia per una presunta severità giudicata eccessiva. Alcuni avevano espresso anche posizioni intermedie, come Berenson, che parlò di opera giovanile parzialmente autografa, e Heinemann, che aveva dubbi sul paesaggio. Oggi si rilevano invece le notevoli qualità pittoriche, grazie anche ai restauri del 1985 e del 2010, perfettamente in sintonia con lo stile dell'artista, per cui è stata reintegrata a pieno titolo nel catalogo di Cima dalla critica recente.
Su uno sfondo per metà composto da una tenda verde e per metà aperto su un paesaggio collinare, dove si vedono montagne e un castello fortificato, si stagliano in primo piano la Madonna e il Bambino tenuto sulle ginocchia. Il tipo fisico di Maria, la composizione e lo stile pittorico, con le ombre scure e lisce sul volto, sono tipici dello stile di Cima, così come la ricchezza cromatica, intonata alle note contrastanti del blu e del rosso delle vesti di Maria, degli ocra negli incarnati e del verde nello sfondo, tanto nel drappo quanto nella natura. Il clima di sospesa contemplazione deriva dalle opere di Giovanni Bellini ed è tipico della pittura veneziana prima della rivoluzione tonalista, con qualche asperità ancora ben visibile nel panneggio scultoreo, dalle pieghe profonde chiaroscurate incisivamente, o nel corpo del Bambino, in cui si nota qualche minore impaccio.
La datazione si basa con la vicinanza con la Madonna col Bambino del Museo nazionale atestino di Este, con la variante del Bambino che stringe il pollice della mano sinistra della madre, aggiungendo una nota di dolce affettuosità.
Del dipinto esiste una copia antica nei Musei civici di Padova, attribuita ad Antonio Maria da Carpi.

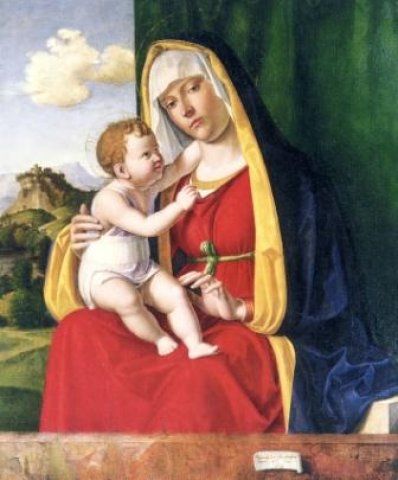
Madonna col Bambino di Este